# An-124 (航空機)
An-124 ルスラーン
Ан-124 «Руслан»
An-124-100 ルスラーン
- 用途：輸送機
- 設計者：ANTK アントーノウ
- 設計技師：ピョートル・バシリービッチ・バラブイェフ（英語版）
- 製造者：
アヴィアーント（英語版）
アヴィアスタル-SP
- 運用者：

-  ロシア（ロシア空軍）
-  ウクライナ（アントノフ航空）他

- 初飛行：1982年12月24日
- 生産数：56機
- 生産開始：1984年
- 運用開始：1986年
- 運用状況：現役
- ユニットコスト：7,000万-1億USドル
- 派生型：An-225

An-124 ルスラーン（ウクライナ語: Ан-124 «Руслан»アーン・ストー・ドヴァーッツャチ・チョトィールィ・ルスラーン；ロシア語: Ан-124 «Руслан»アーン・ストー・ドヴァーッツァチ・チトゥィーリェ・ルスラーン）は、ソビエト連邦のアントノフ設計局（ОКБ имени О.К.Антонова、現在はウクライナのO・K・アントーノウ記念航空科学技術複合体（ANTK アントーノウ））が開発した輸送機であり、量産された機体としては世界最大のものである。
ウクライナやロシアでは前述したルスラーンの愛称で親しまれている一方、北大西洋条約機構（NATO）がつけたNATOコードネームはコンドル（Condor）であった。また、An-124をベースに開発された輸送機としてAn-225 ムリーヤがある。

## 開発に至る経緯
ソビエト連邦のアントノフ設計局は、当時世界最大の輸送機としてAn-22を開発し、1965年2月27日に初飛行させた。一方、アメリカ合衆国でもこれとほぼ並行して、1964年5月より次期輸送機一重兵站システム（CX-HLS）の提案依頼書を発出しており、これはC-5として結実して、「世界最大の輸送機」のタイトルをAn-22から奪った。
An-22では従来どおりのターボプロップエンジン（クズネツォフ NK-12）を搭載していたのに対し、C-5では、CX-HLS計画の一環として開発された新技術である高バイパス比ターボファンエンジン（ゼネラル・エレクトリック TF39）を採用した。これは低燃費と大推力を両立しており、1970年代に入ると、西側諸国では民間機でも同様のエンジンが広く用いられるようになっていった。これに対し、ソビエト連邦では高バイパス比ターボファンエンジンの実用化に手間取っており、同国初のワイドボディ機として開発したIl-86の採用数が伸び悩む一因となった。
旅客機の場合、計画経済のもとで東側諸国の国有企業から一定の発注があるため、西側諸国の機体と比べて性能的に劣っていても大きな問題にはならないが、軍用機の性能劣位は重大問題となる。ソビエト連邦軍では、C-5に対抗できる戦略輸送機を開発するためには高バイパス比ターボファンエンジンの開発が必須であると判断し、1970年代後半よりプロフレース設計局によって着手された。そしてこのエンジンを搭載する輸送機として開発されたのが本機である。
1982年12月24日に初飛行を行った。西側へは1985年のパリ航空ショーで披露された。

## 設計

### 基本構造
An-124は、量産化された輸送機としては世界最大の機体である。C-5と比べると、全長のみC-5のほうが長いが、それ以外は、全幅や全高、主翼面積、また空虚重量や最大離陸重量、ペイロードや貨物室寸法などは全てAn-124のほうが大きい値になっている。
基本構造は従来どおりの軽合金製だが、軽量化のため、表面積にして1,500平方メートル、重量にして5,500キロの複合材が用いられており、2,000キロ以上の軽量化を達成している。高い空力効率と航続距離を得るため、主翼は翼厚12%と比較的厚く、翼型はスーパークリティカル翼型で、下反角が付されている。後退角は、内舷側前縁で約35度、外舷側で32度である。それぞれの翼の上面には、翼付根から翼端まで一体押出成形された外板が用いられている。
着陸装置は高い強度を持ち、前線の不整地での着陸も可能である。主脚は左右それぞれに二重車輪の脚柱を5本並べた10輪構成となっている。また前脚にも二重車輪の脚柱が2本備わっていて、2本が連動して操向される。すなわち、着陸装置全体での車輪数は24輪となる。タイヤのサイズは、主脚では1,270×510、前脚では1,120×450である。なお、貨物積み下ろし時に機首上げ/下げ姿勢が取れるように、前脚の脚柱を縮めることができる。この操作を「ニーリング」と称し、機体を下げるのに3分、上げるのに6分半かかる。
下記の通り、コックピットはアッパーデッキに設けられて、6名の搭乗員（操縦士2名、航空機関士2名、航法士1名、通信士1名）が着席する。飛行制御は四重に冗長化されたフライ・バイ・ワイヤ方式によって行われており、全ての操縦翼面は油圧によって制御される。

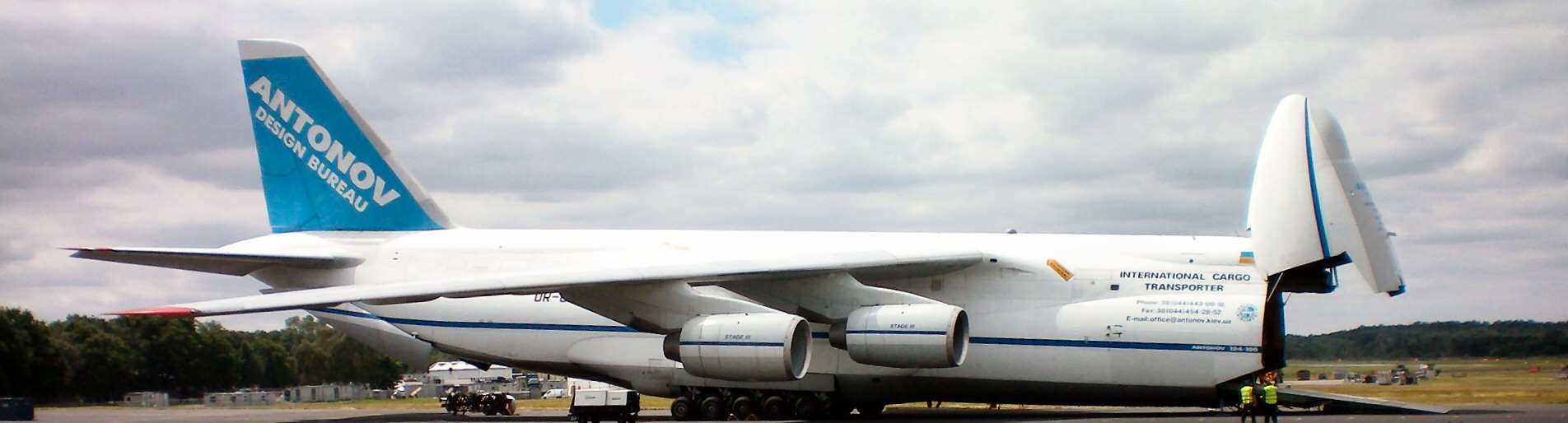
ランプをおろして脚柱を縮めたAn-124-100
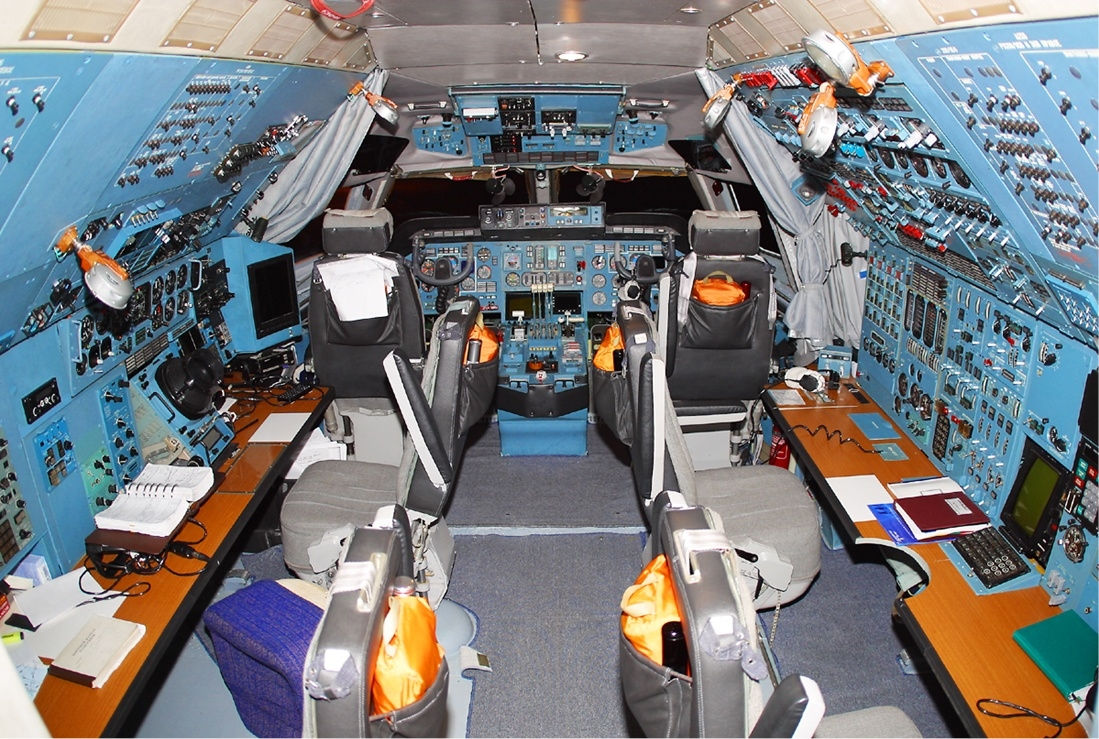
コックピット

### 動力系統
上記の経緯により、本機では、機体とほぼ並行して開発された高バイパス比ターボファンエンジンであるD-18Tを搭載する。これはファン直径2.33メートルという大型エンジンで、1980年に初試験運転を行い、9月19日より全規模開発に入った。バイパス比は5.7で、Il-62の後期型が搭載していたD-30KUの2.4よりも遥かに大きく、西側諸国のプラット・アンド・ホイットニー JT9D（バイパス比4.8）やゼネラル・エレクトリック CF6（バイパス比4.6－5.9）、ロールス・ロイス RB211（バイパス比4.4－5.0）に匹敵する値となった。なお、ソ連にはこのエンジンを搭載できるテストベッドがなかったため、エンジンの初進空は本機の初飛行と同時に行われた。
航空燃料は、全て翼内の10個のインテグラルタンクに収容されており、合計量は348,740 L (92,130 U.S. gal)に達する。ただし民間型では、一部のタンクは備えていない場合もある。

### 輸送能力
胴体はダブルバブル形の断面で、上側のアッパーデッキがコクピット、ロビー部および客室、下側のロウワーデッキが貨物室となっている。ロビー部には空中輸送員12名および客室乗務員、また客室には乗客88名分の座席を取り付けられる。
C-5と同様に、機首を上ヒンジ式で開くバイザー式貨物扉とすることで、貨物室の前後にカーゴランプを設けて、機首・尾方向に全通させている。機首部バイザーの跳ね上げには7分、後部扉を開くのには3分を要する。貨物室の寸法は高さ4.39×床面幅6.40×長さ36.32メートルである。最大幅は6.63メートル、天井幅は4.26メートル、またランプ部の一部も搭載に使用した場合は長さ41.54メートルとなる。
最大ペイロードは120,022 kgに達する。ロウワーデッキはチタン製で、床面の緊締装置はそれぞれ12,000 kgf（ランプ部のものは5,000 kgf）の耐荷重を備えている。独立国家共同体（CIS）諸国の主力戦車であれば全て搭載できるほか、ISOコンテナであれば12個を収容できる。
貨物室はアッパーデッキと違って与圧が弱く（24.6 kPa, 3.57 psi）、通常は人員輸送には使わないが、必要であれば便所2個と所要の酸素ボトルとともに兵員360名を搭乗させることはできる。空挺兵であれば268名、物料投下であれば4,500キロまでの貨物パレット16個を搭載できる。また航空医療後送(AE)に使う場合は、担架288床と介助要員28名を搭乗させることができる。

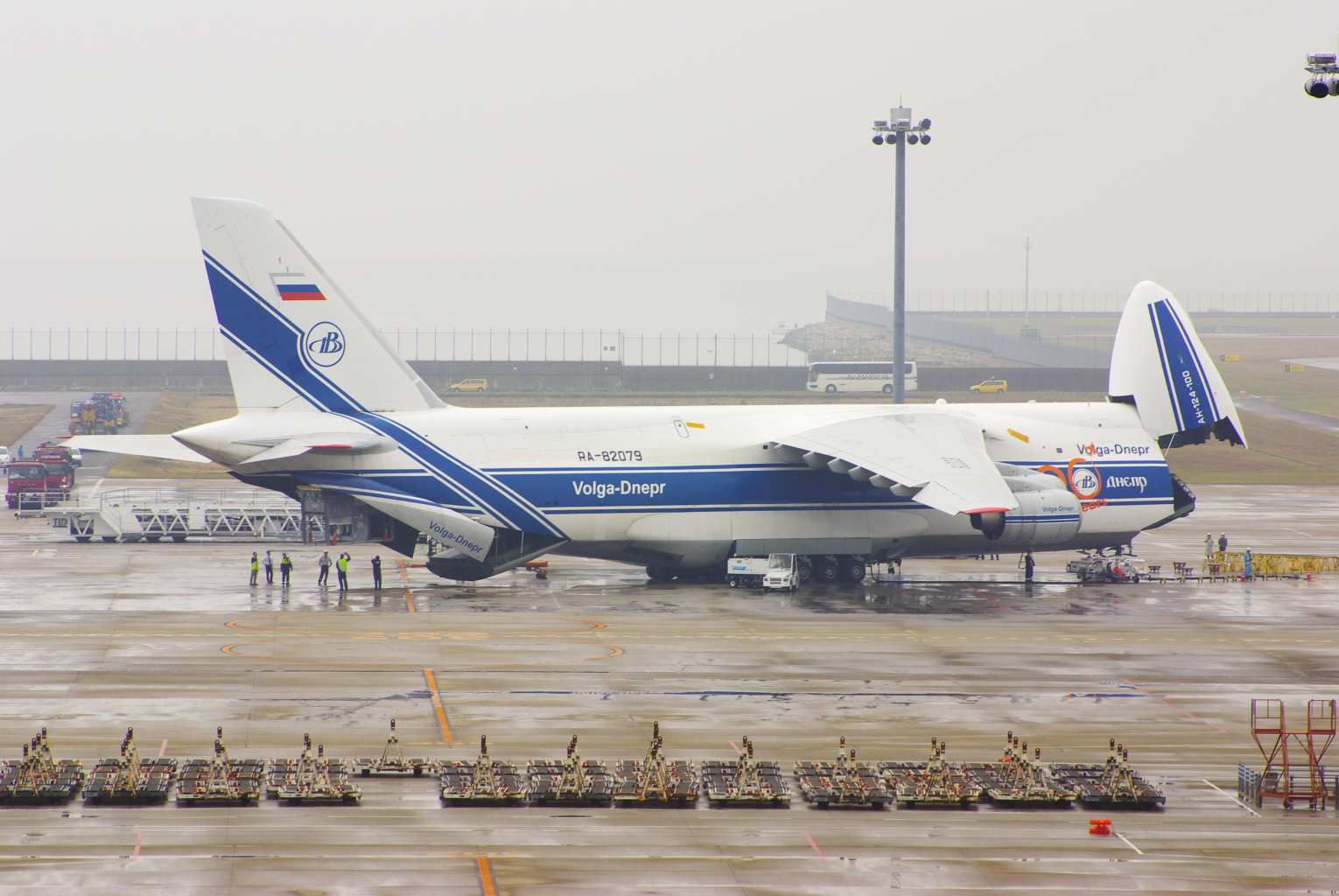
前後カーゴドアを開けたところ
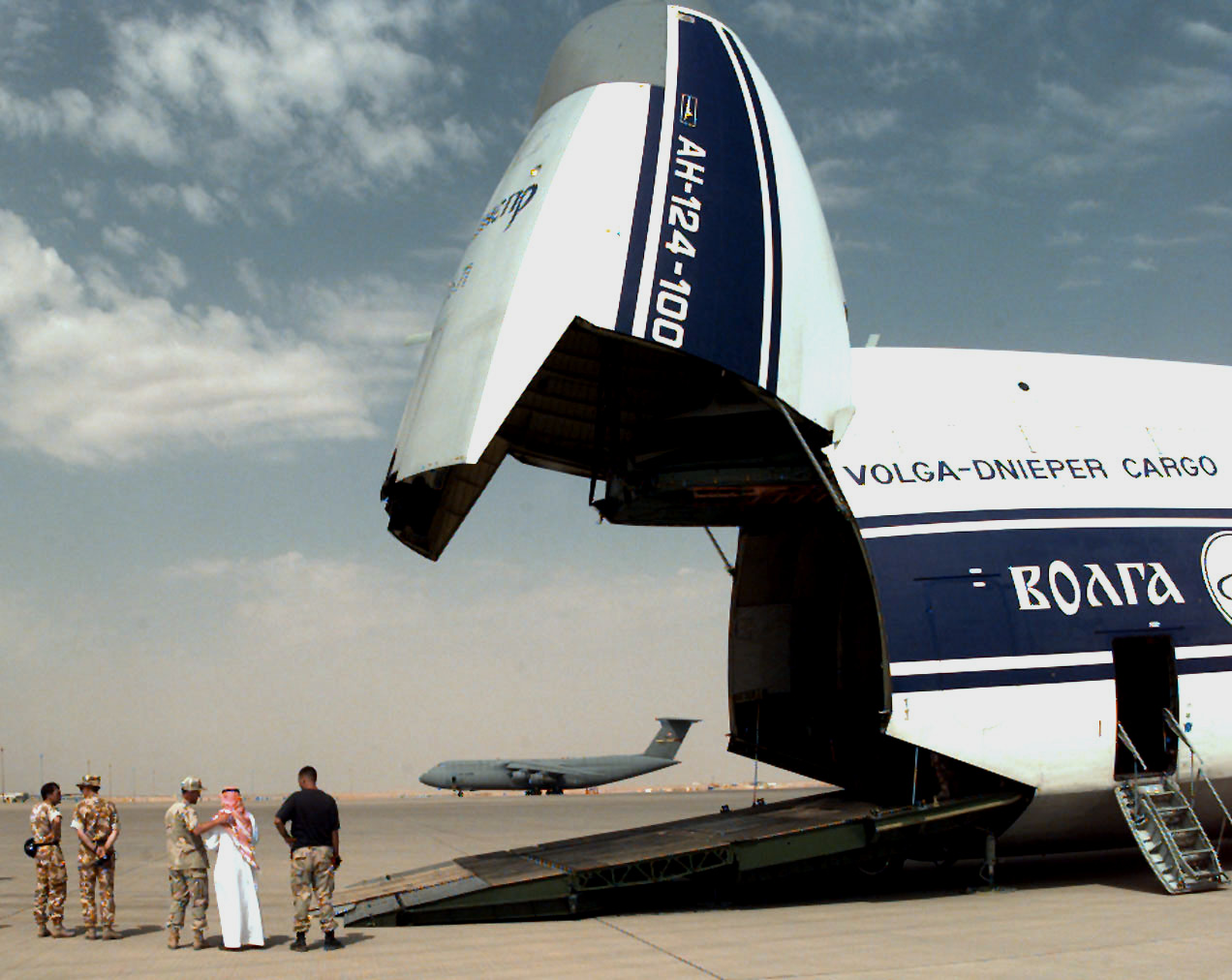
機首カーゴドアを開放した状態
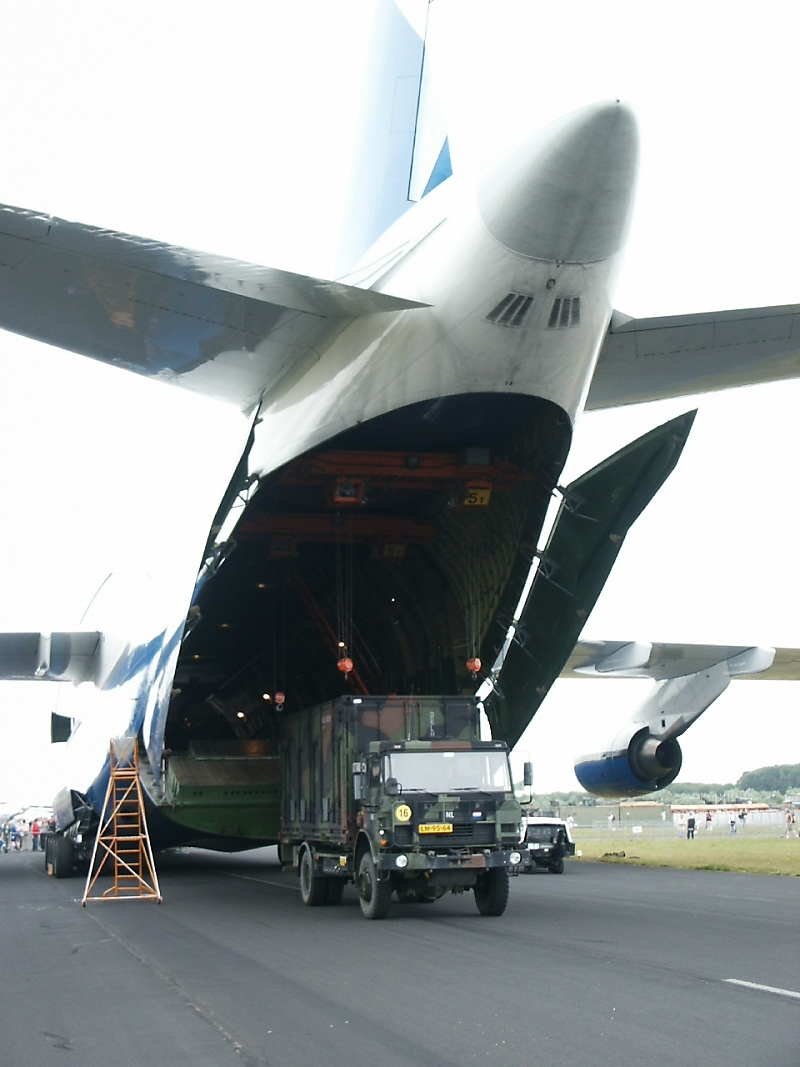
後部カーゴドアからクレーンを使い、コンテナを積み込む
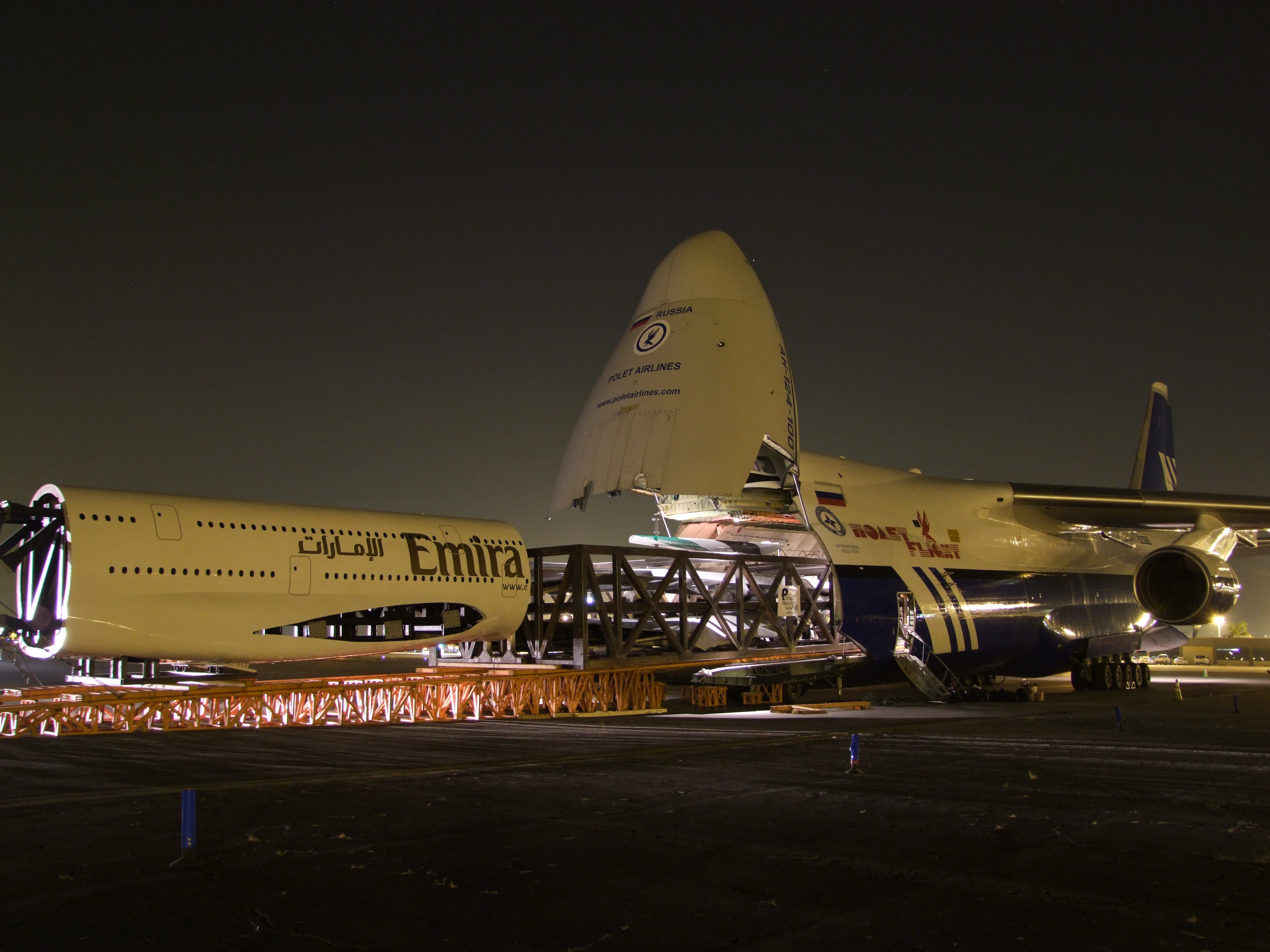
エアバスA380の3分の1スケール模型を輸送するAn-124

## 運用史

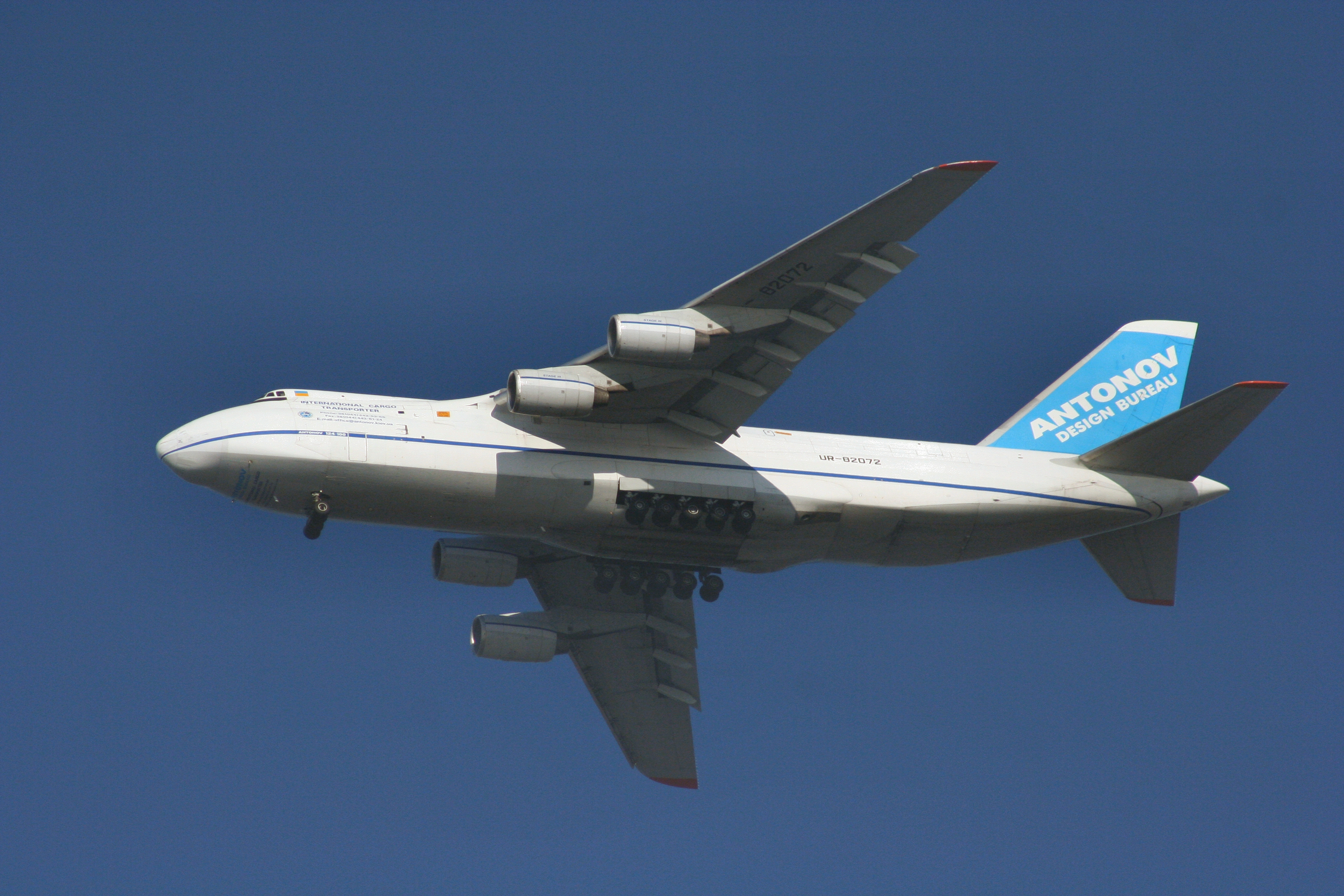
アントーノウ航空のAn-124-100

1986年にはソ連空軍で就役し、1992年にはロシア連邦航空委員会がAn-124-100に民間形式証明を付与した。生産はソビエト連邦の崩壊によって一時的に中断されたが、その後も低い生産率で2004年まで生産が続けられ、56機が生産された。
2000年以降、ウクライナのキエフにあるアヴィアーント・キエフ国立航空機工場（現 アントノフシリアル製造工場）とアヴィアスタル-SPでは既存のAn-124-100をAn-124-100Mに近代化改修する作業が行われている。この型では西側製の新型電子機器を搭載し、搭乗員を航法士と通信士を省いた4名に削減した。他にもいくつか改修型が計画されており、その中にはエンジンを西側製のゼネラル・エレクトリック CF6に変更したAn-124-130というモデルも存在する。
生産は2004年で終了したが、ロシアは国内のアヴィアスタル-SPでの生産再開を画策し、2008年にウクライナとの間で第3四半期にAn-124-100の生産を再開することで合意した。2009年に否定されたものの、2009年後半にメドヴェージェフ大統領により、An-124-300の生産再開が命ぜられた。しかし、これは2013年1月18日に撤回された。しかし、これも撤回され同年8月に合意に達したと報道が行われた。しかし、これはウクライナ危機によって再び頓挫した。
現在では、旅客機ベースの輸送機では対応できない超大型貨物の運搬機としても活用されており、ソビエト連邦の崩壊後は西側諸国でもその大搭載量を利用したビジネスが活発である。2013年の時点で、世界140か国以上で768の空港を使用した実績があるとされていた。
日本では、1999年に広島電鉄5000形電車（グリーンムーバー）の輸送や、2003年に自衛隊イラク派遣の物資輸送を請け負ったほか、2011年には福島第一原子力発電所事故における注水活動に使う70m級コンクリートポンプ車（約60トン）をドイツから輸送したなどの実績がある。また、不整地での優れた離着陸能力を生かし、南極などへ物資を運ぶ際にも使用されている。その他、パキスタンへの国際緊急援助活動において、陸上自衛隊のCH-47を運搬するなど、災害救助のためのヘリコプター輸送においても、その輸送能力が活用されている。
2014年末頃からはB787増産に伴い、製造拠点のある愛知県と米国・シアトル間での貨物需要増大に対してボーイング社の自社製貨物機B747 LCFの輸送力が追い付かなくなった事もあり、ヴォルガ・ドニエプル航空の保有するAn-124が国際チャーター貨物便として中部国際空港へ頻繁に飛来している。
アメリカ合衆国では、NASAがロケットや人工衛星、国際宇宙ステーションのコンポーネント輸送に利用する他、アメリカ軍も物資輸送のためにチャーターすることがあり、日本国内の在日米軍基地への飛来も時折観察されている。また、人工衛星の輸送はアメリカに限らず欧州やロシアなどでも多数の実績があり、三菱電機製の人工衛星（主に通信・放送用途の静止衛星）を他国の射場へ輸送するために日本の空港へ飛来するケースもある。
ロシア空軍は、2010年に保有する22機をオーバーホール後An-124-100M-150にアップグレードすることを決定し、2014年12月2日までに6機のアップグレードを完了している。ロシアでは2014年-2016年にかけて更に5機のアップグレードを実施した。2016年には1機、2017年には2機をアップグレードする予定である。
アップグレードはウクライナではなくウリヤノフスクにあるアヴィアスタル-SPによって行われている。同社はアヴィアーントとともにAn-124を生産した企業の一つで、ロシア国内におけるメンテナンスを行っている。しかし、An-124はウクライナ危機によって製造元のアントノフのサポートを得られなくなっており、安全性に影を落としている。そのため、ロシアでは後継機として2016年からペイロード80トン級の超大型輸送機「Il-106 エルマーク」の開発を開始する予定で、2024年の量産開始を見込んでいる。2015年11月27日には、搭載するD-18Tエンジンが設計・生産ともにウクライナ（設計はイーウチェンコ、製造はモトール・シーチ）でありロシア国内での運用に難があるため、2019年までにエンジンを国産のNK-23Dで代替することが発表された。

## 愛称

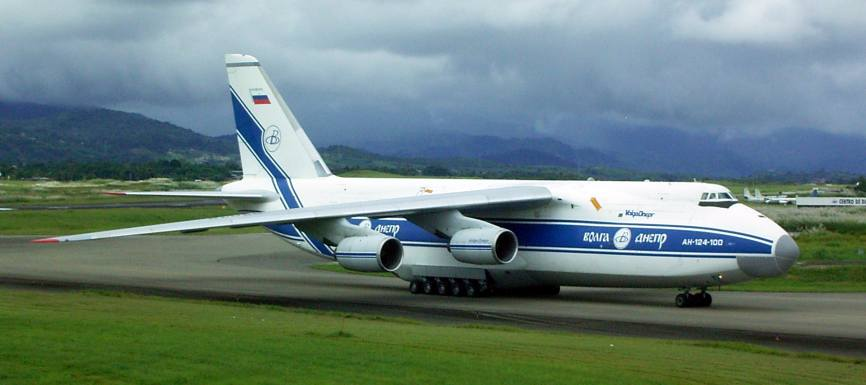
ヴォルガ・ドニエプル航空のAn-124-100

愛称の「ルスラーン」は、アレクサンドル・プーシキンの書いた詩『ルスランとリュドミラ』（"Руслан и Людмила"）や、それをもとにウクライナと関係の深いミハイル・グリンカが作曲をした同名のオペラの主人公の名前が愛称の由来であるとも言われるが、これらの作品の元になった昔話の主人公である騎士の名に由来を求める方が普通である。キエフ大公国時代を舞台とするこの説話では、悪魔にさらわれた大公の娘リュドミーラを助け出し、騎士ルスラーンは姫との結婚を勝ち取る。
なお、「ルスラーン」はウクライナ人やロシア人などの一般的な男性の名前で、トルコ語系の名前と言われており、ロシア語風に直すと「レフ」（Левリェーフ）となる。現代でも多く見られる名前であり「獅子」を意味する。一方、「リュドミーラ」（ウクライナ語では「リュドムィーラ」）は女性の名前で、スラヴ系の名前であり、「人々に愛される」などを意味する。こちらも、現代も多く見られる名前である。

## 派生型

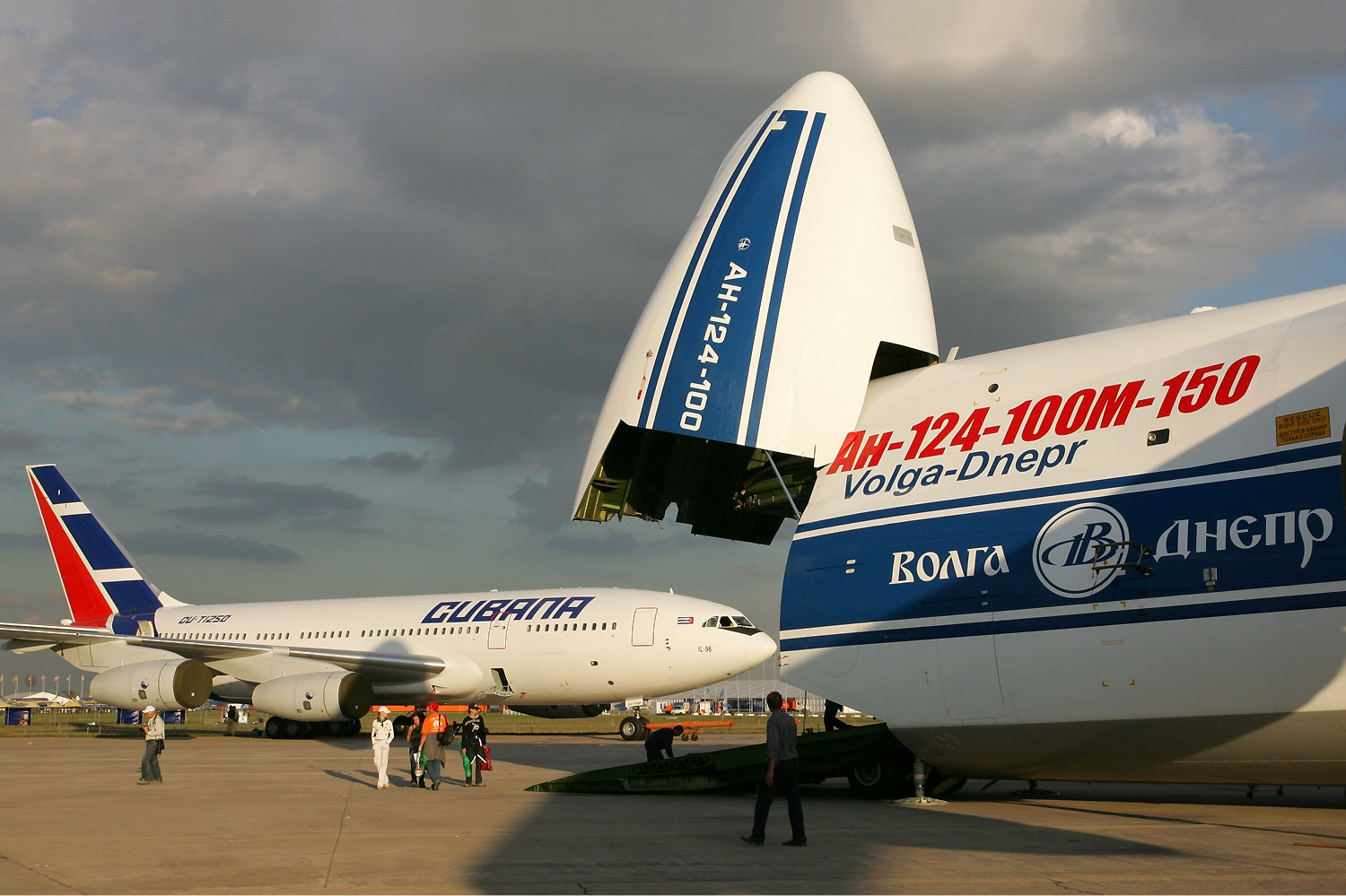
An-124-100M-150

An-124
基本となる軍用輸送型。

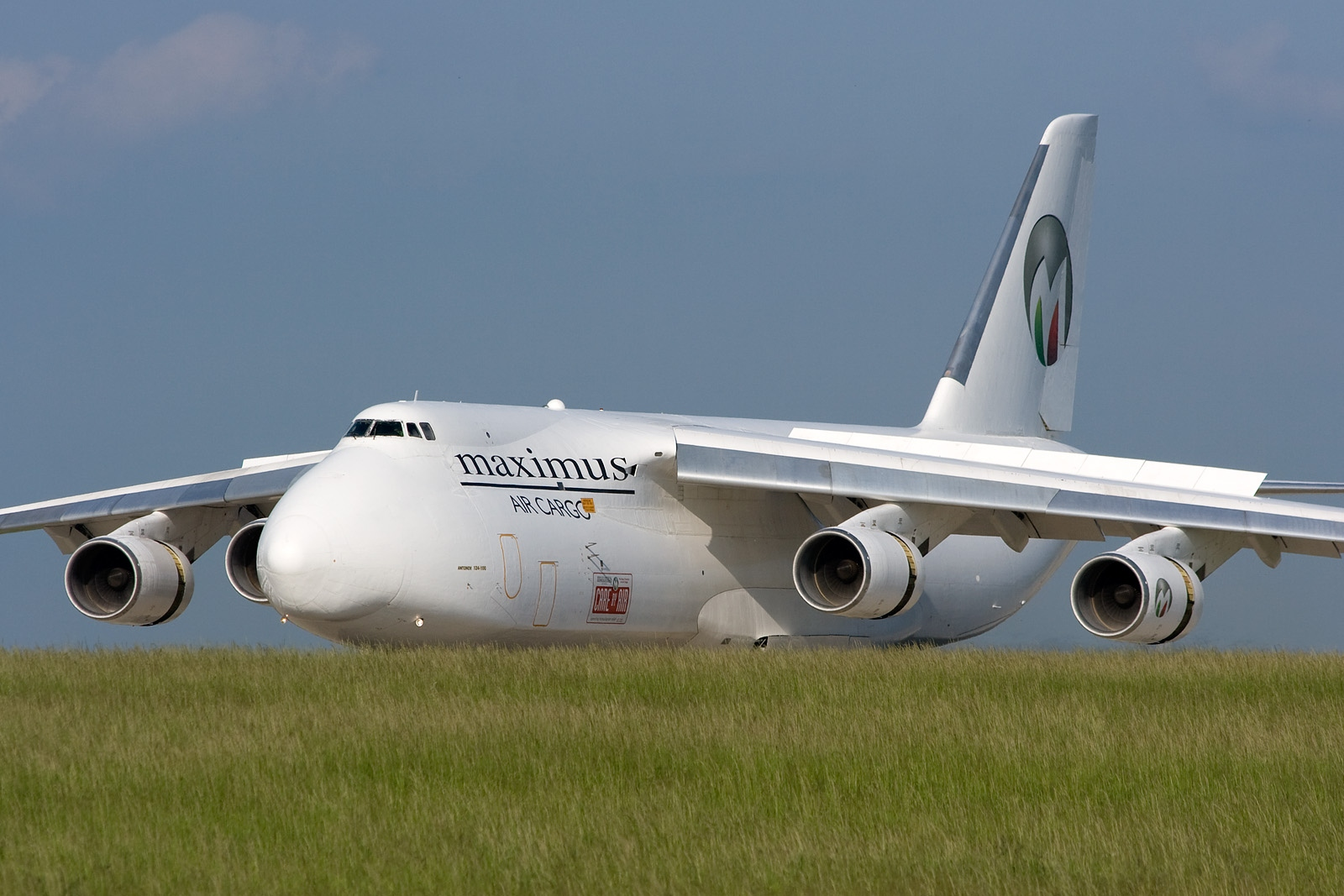
An-124-100
民間型。
An-124-100VS
商業用衛星打ち上げ母機型。1998年から計画が開始され、2000年までに4機がAn-124-100より変換された。2段ポリョートロケットを使いペイロードは600kg-4,000kg。
An-124-100VTA
An-124-100の近代化改修型。ペイロードを120トンまで増加させ、20年に耐用年数を延長した。
An-124-100M
An-124-100の近代化改修型。
西側のコリンズおよびリットン社製の新型電子機器を搭載し、搭乗員から航法士と通信士を省いて4名に削減した他、衝突回避警報システムなどを搭載。エンジンは騒音の少ないD-18Tシリーズ3となった。
An-124-100M-150
An-124-100の近代化改修型。ペイロードを150tとした。
An-124-111VD
ヴォルガ・ドニエプル航空向けの改修型。エンジンをFADEC装備のD-18Tシリーズ3Mに変更。
信頼性、寿命、騒音と燃費を改善し、最大離陸重量は402トン、ペイロードは150トンとなった。グラスコックピット化により乗員数は3名となる。ICAO カテゴリー IIIaの着陸性能要件を満たし、120トン積載時の航続距離は5,000km。運用寿命は50年に延長される。
An-124TVD
An-124-100のエンジンをクズネツォフ NK-93に換装するもの。計画のみ。
An-124-102
キャビンの大きさを2.3m上に伸ばして内部容積を拡大し、搭乗員数を3名まで減らした型。
内部容積が大きくなった代償として重量増加でペイロードと航続距離がそれぞれ135トンと2,500kmに減少し、巡航速度は45km/h低下、燃料消費は10%増加する見込みであった。計画のみ。
An-124-130
エンジンをゼネラル・エレクトリック製のCF6-80C2に換装した案。計画のみ。
An-124-135
貨物機型。計画のみ。
An-124-150
貨物機型改良案。計画のみ。
An-124-200
機体を強化して離陸重量を402トン、ペイロードを150トンに増加させ、グラスコックピットとデジタルアビオニクスにより、3-4名での運航を可能とする。エンジンはD-18Tシリーズ3Mに換装する。
An-124-210
エアバス A400M配備までの繋ぎとなる戦略輸送機を欲したイギリス空軍に提案された、ロールス・ロイス製のRB211-524H-Tエンジンとハネウェル製のアビオニクス（コックピットの多機能表示装置、TCAS-2000 EPAGS）を搭載した型。C-17A グローブマスターIIIに敗れ不採用。
An-124-300
かつてはAn-124-NGと呼称されていた。
胴体を5.9m延長してキャビンの容積を1,300m3に拡大、主翼は6.6m延長して79.9mとし搭載燃料を増加させた。グラスコックピットにより、2名での運用が可能となる。150トン積載で8,100km、120トン積載で10,000kmの飛行が可能である。
エンジンは西側製のものを含む295-340kNクラスのものを装備でき、D-18Tシリーズ5のほかGEnx-2B67やPD-30、ロールス・ロイス トレントやプラット・アンド・ホイットニー PW4000の装備が可能。
An-124-300V
詳細は不明であるが、D-18Tエンジンとロシア製のアビオニクス（例：クポルIII操縦・航法装置）を装備するとされている。
An-124-KC
KC-Xへの提案が検討された空中給油機型。計画のみ。
An-124-FFR
消防機型。計画のみ。

## 採用国
事故により4機がこれまでに失われており、運用中の機体は52機である。

### 軍用

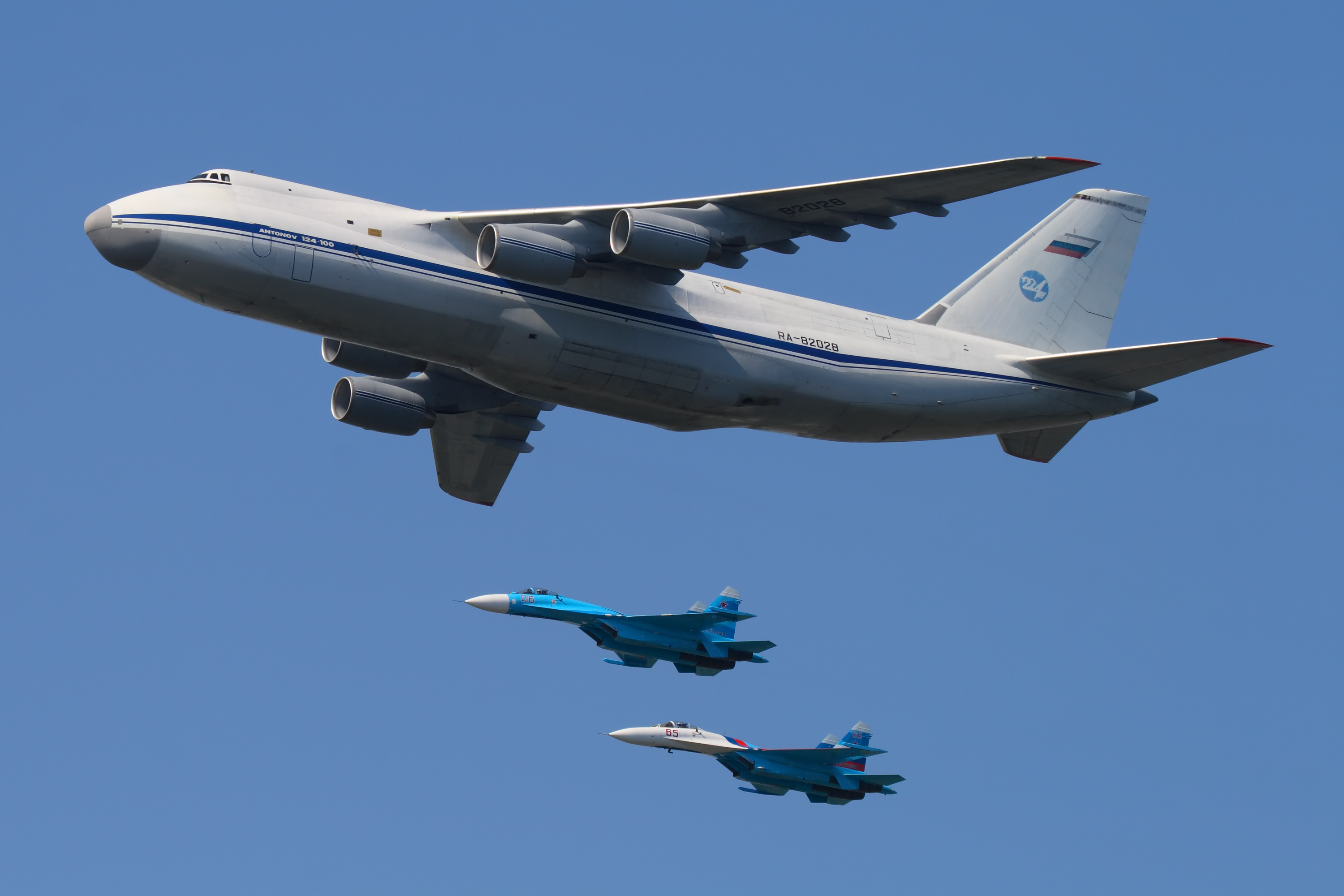
ロシア空軍のAn-124

26機を運用中である。
 ソビエト連邦
- ソ連空軍

 ロシア
- ロシア空軍
  - 軍事輸送航空コマンド

### 民間用

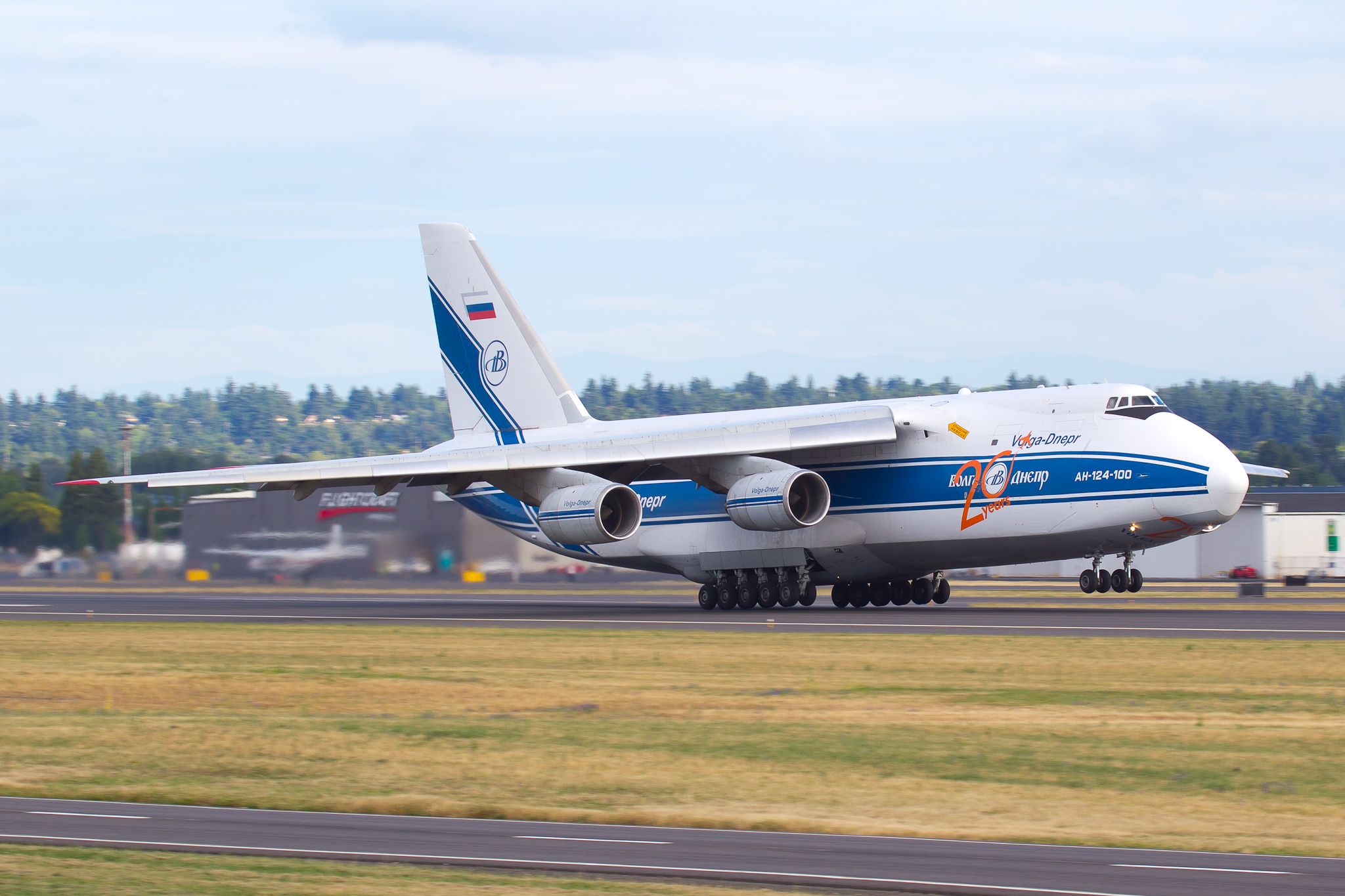
ヴォルガ・ドニエプル航空のAn-124-100

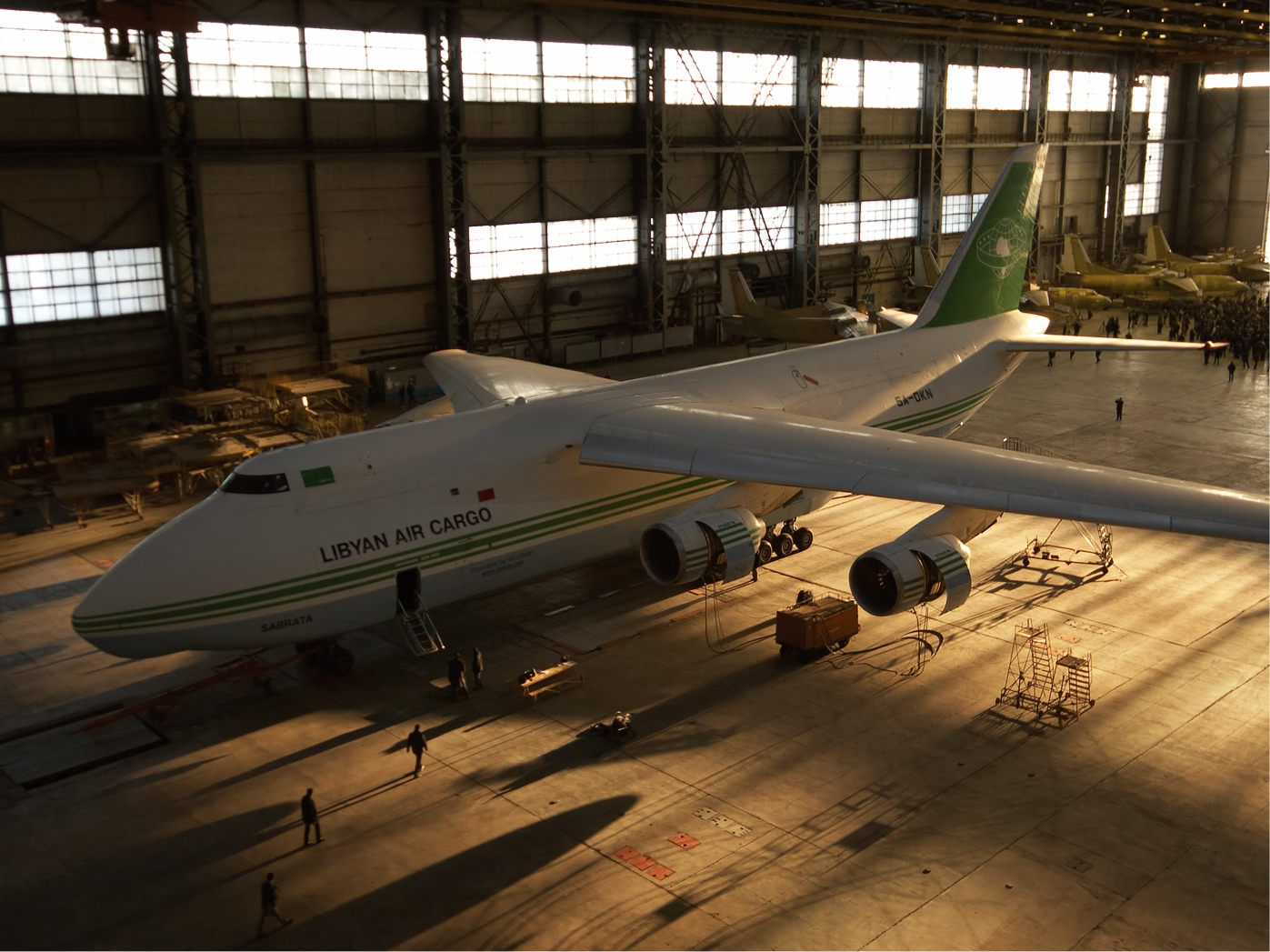
リビア・アラブ・エア・カーゴのAn-124-100

2013年の段階で合計26機が民間用として運用されている。
- ウクライナ

アントーノウ航空
7機を運用中。
アヴィアーント
1機。主にアラブ首長国連邦政府が運用。
- ロシア

ヴォルガ・ドニエプル航空
12機を運用中であり、2013年に5機を発注していた。2020年11月緊急着陸する事故により全機が一時運航停止していたが、12月に運航を再開。
- ロシア

ポレット航空
6機を運用中であり、2013年に5機を発注していた。
- リビア

リビア・アラブ・エア・カーゴ
2機を運用していたが、2011年リビア内戦以後は地上に待機状態となっている。

## 要目
出典: Antonov.com
諸元
- 乗員: 4-6（パイロット、副操縦士、ナビゲーター、シニアフライトエンジニア（航空機関士、通信士）+ロードマスター2名）
- 定員: 88人
- ペイロード: 150,000kg （330,000lb）
- 全長: 68.96m （226ft 3in）
- 全高: 20.78m （68ft 2in）
- 翼幅: 73.3m（240ft 5in）
- 翼面積: 628m2 （6,760sq ft）
- 空虚重量: 175,000kg （385,000lb）
- 運用時重量: 405,000kg （893,000lb）
- 有効搭載量: 150,000kg （330,693lb）
- 最大離陸重量: 405,000kg （893,000lb）
- 動力: イーウチェンコ＝プロフレース製D-18T ターボファン、229.5kN （51,600lbf）  × 4

性能
- 最大速度: 865km/h （467kn） 537mph
- 巡航速度: 800–850km/h （430kn） 490mph
- 航続距離: 5,200km （2,808nm） 3,231mi
- 実用上昇限度: 12,000m （39,370ft）
- 離陸滑走距離: 2,520m （8,270ft）
- 着陸滑走距離: 900m （3,000ft）
- 翼面荷重: 365kg/m2 （74.7lb/sq ft）
- 推力重量比: 0.23

|                  | C-5B             | C-17                           | Il-76MD                         | An-124                           | An-225            | Y-20             |
| ---------------- | ---------------- | ------------------------------ | ------------------------------- | -------------------------------- | ----------------- | ---------------- |
| 画像             |                  |                                |                                 |                                  |                   |                  |
| 乗員             | 2 - 5名          | 2 - 4名                        | 5名                             | 4 - 6名                          | 6名               | 3名              |
| 全長             | 75.3 m           | 53.0 m                         | 53.19 m                         | 68.96 m                          | 84.0 m            | 47.0 m           |
| 全幅             | 67.89 m          | 51.8 m                         | 50.5 m                          | 73.3 m                           | 88.71 m           | 50.0 m           |
| 全高             | 19.84 m          | 16.8 m                         | 14.44 m                         | 20.78 m                          | 18.1 m            | 15.0 m           |
| 空虚重量         | 170 t            | 128.1 t                        | 92.5 t                          | 175 t                            | 285 t             | 100 t            |
| 基本離陸重量     | ―                | 263 t                          | ―                               | ―                                | 600 t             | ―                |
| 最大離陸重量     | 388 t            | 265.35 t                       | 210 t                           | 405 t                            | 640 t             | 220 t            |
| 最大積載量       | 122.471 t        | 77.519 t                       | 53 t                            | 150 t                            | 250 t             | 66 t             |
| 貨物室           | L37.0×W5.8×H4.1m | L26.83×W5.49×H3.76m            | L20.0×W3.4×H3.4m                | L36.0×W6.4×H4.4m                 | L43.35×W6.4×H4.4m | L20.0×W4.0×H4.0m |
| 発動機           | TF39×4           | F117-PW-100×4                  | PS-90A-76×4                     | D-18T×4                          | D-18T×6           | D-30KP-2×4       |
| 発動機           | ターボファン     |                                |                                 |                                  |                   |                  |
| 巡航速度         | 830 km/h         | 830 km/h                       | 800 km/h                        | 800 – 850 km/h                   | 800 km/h          | 810 km/h         |
| 航続距離         | 122 t / 4,444 km | 0 t / 9,815 km 71 t / 4,630 km | 40 t / 5,000 km 53 t / 4,200 km | 0 t / 15,000 km 150 t / 3,700 km | 600 t / 4,000 km  | 0 t / 7,500 km   |
| 最短離陸滑走距離 | 1,600 m          | 1,000 m                        | 1,800 m                         | 2,530 m                          | 2,400 m           | 600 - 700 m      |
| 生産数（-2023）  | 131              | 279                            | 960                             | 55                               | 1                 | 68               |
| 運用状況         | 現役             | 現役                           | 現役                            | 現役                             | ※使用不能         | 現役             |

※2022年ロシアのウクライナ侵攻による攻撃で焼損し、破壊される。
航続距離
|      | An-124-100 | Аn-124-100М-150 |
| ---- | ---------- | --------------- |
| 0t   | 15,000km   |                 |
| 10t  | 14,125km   |                 |
| 20t  | 13,250km   |                 |
| 30t  | 12,375km   |                 |
| 40t  | 11,500km   | 11,900km        |
| 72t  | 8,700km    |                 |
| 90t  | 7,125km    |                 |
| 92t  |            | 7,500km         |
| 97t  | 6,495km    |                 |
| 104t | 5,900km    |                 |
| 108t | 5,550km    |                 |
| 113t |            | 5,925km         |
| 120t | 4,500km    | 5,400km         |
| 122t |            | 5,200km         |
| 150t |            | 3,200km         |

## 登場作品

### 映画
『007 ダイ・アナザー・デイ』
ジェームズ・ボンドの敵役である、北朝鮮の将軍の息子と対決する場面がAn-124の機内という設定（撮影ではIl-76 キャンディッドが使用された）。
実際の北朝鮮は同機種を運用したことはないが、民間機なのでチャーターは可能。

### ゲーム
『グランド・セフト・オートV』
「貨物機」の名称で登場する。実機とはエンジンの形状が異なっている。
『コール オブ デューティシリーズ』
『CoD:MW2』
ロシア軍が使用する。対空監視網を潰されたアメリカ合衆国本土の上空を堂々と飛行し、空挺兵を次々と降下させる。
『CoD:MW3』
ヨーロッパ各地に空挺兵を次々と降下させる。
『バトルフィールド バッド カンパニー2』
キャンペーン終盤で、スカラー兵器を搭載して登場。作中でハガードがAn-225だと紹介しているが、ハガードの誤解である。最終的にマーロウ達の手によって墜落する。